# 方向舵

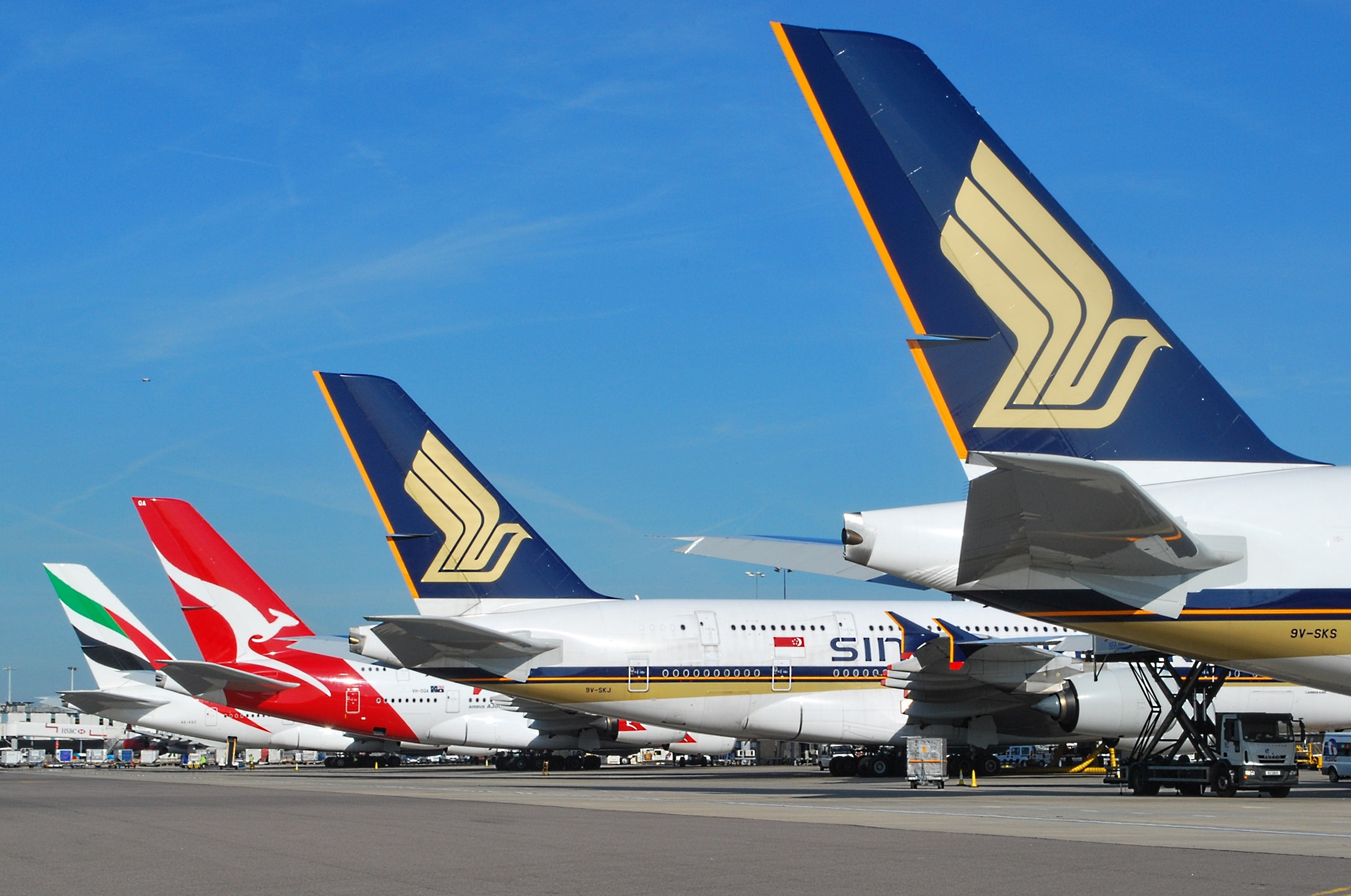
空中巴士A380採用雙方向舵設計。當液壓系統未啟動時，上半部分會指向右邊，下半部分則隨風搖曳。

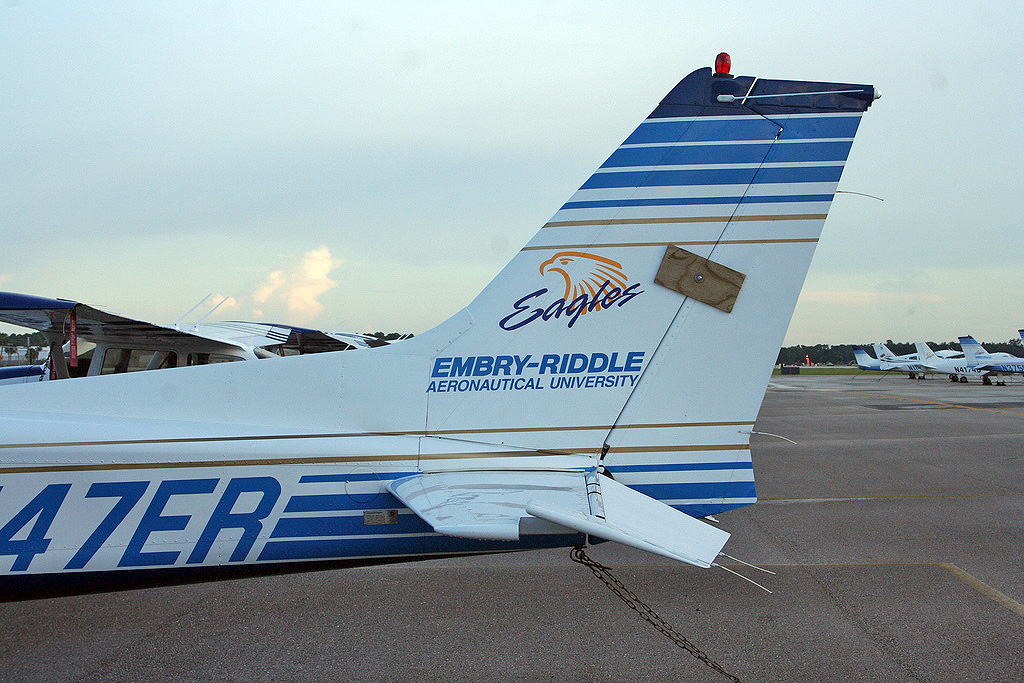
飞机垂直尾翼上的方向舵，和尾翼之间安装了一块防风锁

飞机方向舵的作用原理示意图

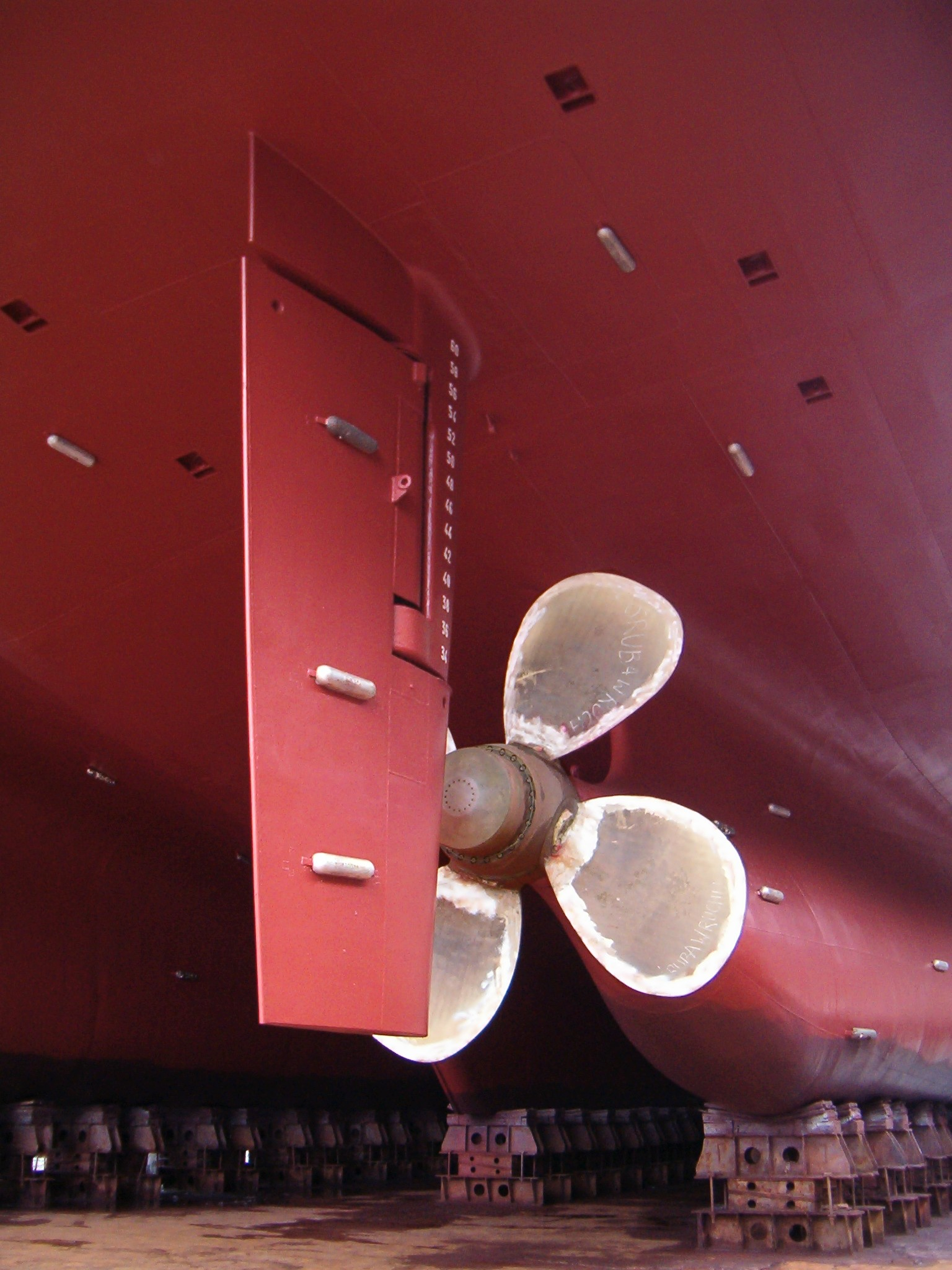
现代轮船的舵(螺旋桨后方整块红色金属板)和飞机的方向舵原理一致

方向舵是在飞机上最常用的控制方向的装置。轮船的转向则相当大的程度上依赖于位于水下的舵。而在飞机上，转向主要靠两侧机翼上的副翼，垂直尾翼上的方向舵的主要功能是反向偏航和调节非對稱負載。其基本的原理是通过改变通过机身的气流，调节运动的方向。方向舵一般呈平板状，整块板材通过铰链安装在飞机的后部或者尾部。通常情况下，方向舵的纵向截面比较薄，以减少在空气中运动时所受到的阻力。
飞机的方向舵一般通过液压、机械或者线传结构和驾驶舱的控制单元相连。大型客機（如A380及747）的方向舵分成上下兩部分，作為冗餘系統可提高可靠度。其中，波音747有四套獨立的液壓系統，並分別由四個引擎提供動力。每個方向舵均接到兩套液壓系統，其中一套接到左邊引擎，另一套接到右邊。